# Édouard Garand
Pour les articles homonymes, voir Garand (homonymie).
Édouard Garand (né le 27 juillet 1901 à Montréal, mort le 15 avril 1965) est un éditeur et imprimeur québécois.

## Biographie
Édouard Garand étudie à l'école Saint-Jacques et au collège Sainte-Marie, à Montréal. En mars 1922, Garand fonde sa maison d'édition, les Éditions Édouard Garand, devenant l'un des premiers éditeurs professionnels au Québec. La maison publie un premier livre en 1923, L'Iris bleu, de Jules-Ernest Larivière, inaugurant la collection « Le Roman canadien ».
Pionnier de l'édition dite « populaire » au Québec, il sera le premier à inscrire l'édition de textes canadiens-français dans une entreprise commerciale. En 1924, il acquiert une imprimerie et entreprend d'éditer des périodiques tels que La Lanterne, Le Montagnard ou la revue Le Canada qui chante, de même que des bulletins paroissiaux. Après 1925, il s'investit davantage dans le domaine du théâtre et du cinéma, notamment en se lançant dans la distribution de films.

## Les Éditions Édouard Garand
La maison d'édition Édouard Garand, principalement active de 1923 à 1932, puis de 1943 à 1948, a publié près de deux cents titres. Les éditions Édouard Garand publient principalement des romans "populaires", mais aussi de la poésie, des textes de théâtre et des essais, sous différentes collections, dont "Le Roman canadien", les "Récits canadiens" et le "Théâtre canadien". 
Édouard Garand se donne pour mission de publier des textes canadiens inédits. À la visée commerciale de sa maison s'ajoute une dimension idéologique : les textes publiés par Édouard Garand auraient pour but de "développer chez le lecteur un sentiment de fierté et d’appartenance à la race française d’Amérique".  

### La collection "Le Roman canadien"
Garand veut offrir au public des récits palpitants, accrocheurs, mais écrits par des auteurs canadiens-français locaux. Ces récits à sensation s'inscrivent dans plusieurs genres, dont le roman historique, le roman sentimental ou le roman d'aventures.   
À la manière de la collection de la « Modern-Bibliothèque » de la Librairie Arthème Fayard en France, les livres publiés dans la collection "Le Roman canadien" chez Garand prennent la forme de fascicules brochés et illustrés.  
Voir la collection "Le Roman canadien" sur Wikisource.

#### Publications sélectionnées
- Jean Féron, L'aveugle de Saint-Eustache : grand roman canadien historique inédit, Montréal : E. Garand, 1924 (lire en ligne)
- A. B. (Adèle Bourgeois) Lacerte, Le Spectre du ravin : roman canadien inédit, Montréal : E. Garand, 1924 (lire en ligne)
- Ubald Paquin, La cité dans les fers, Montréal : E. Garand, 1926 (lire en ligne)
- Auguste Henri De Tremaudan, L'ile au masacre, Montréal : E. Garand, 1928 (lire en ligne)
- Jean Féron, Le capitaine Aramèle, Montréal: Garand, 1928 (lire en ligne)
- Jean Féron, Fierté de race. --, Montréal: Garand, 1924 (lire en ligne)
- Jean Féron, La prise de Montréal : roman canadien inĕdit, Montréal : É. Garand, 1928 (lire en ligne)
- Jean F. Simon, Gaston Chambrun : roman canadien inédit. --, Montréal: Ed. Garand, 1923 (lire en ligne)
- Ubald Paquin, Le mort qu'on venge : roman canadien inédit, Montréal : E. Garand, 1926 (lire en ligne)
- Félix Charbonnier, La crise; roman canadien inédit, Montréal : E. Garand, 1929 (lire en ligne)
- Jean Féron, Les amours de W. Benjamin : roman canadien inédit : par J.M. Lebel ;, Montréal, Éditions E. Garand, 1931 (lire en ligne)
- Jean Féron, L'espion des habits rouges; roman canadien inédit, Montréal, E. Garand, 1928 (lire en ligne)
- Andrée Jarret, Le secret de l'orpheline, Montréal : E. Garand, 1928 (lire en ligne)
- Jean Féron, Le siège de Québec (1759) : roman historique inédit, Montréal : E. Garand, 1927 (lire en ligne)
- Ubald Paquin, Le Lutteur : roman canadien inédit, Montréal, E. Garand, 1927 (lire en ligne)
- Jean Féron, La belle de Carillon : roman canadien inédit, Montréal : E. Garand, 1929 (lire en ligne)
- Ubald Paquin, La digue dorée : roman des quatre., Montréal : Ed. Edouard Garand, 1927 (lire en ligne)
- Jean Féron, La petite canadienne; roman canadien inédit, Montréal, Éditions E. Garand, 1931 (lire en ligne)
- Félix Charbonnier, Fleur lointaine; roman canadien inédit, Montréal, E. Garand, 1926 (lire en ligne)
- L. Dubois-McCabe, La folle de la pointe du mort : roman canadien inédit, Montréal : Éditions Édouard Garand, 1929 (lire en ligne)
- A. B. (Adèle Bourgeois) Lacerte, Le mystérieux monsieur de l'Aigle : roman canadien inʹedit, Montréal : E. Garand, 1928 (lire en ligne)
- Andrée Jarret, L'expiatrice, Montreal : E. Garand, 1925 (lire en ligne)
- Jean Féron, La besace d'amour : grand roman canadien historique inédit, Montréal : E. Garand, 1925 (lire en ligne)
- Jean Féron, La besace de haine; roman historique canadien inédit, Montréal E. Garand, 1927 (lire en ligne)
- Jean Féron, Le manchot de Frontenac. --, Montréal: Garand, 1926 (lire en ligne)
- Jean Féron, Jean de Brébeuf; roman canadien inédit, Montréal, E. Garand, 1928 (lire en ligne)
- Jean Féron, Le capitaine Aramèle, Montréal: Garand, 1928 (lire en ligne)
- Emile Lavoie, Le grand sépulcre blanc : roman canadien inédit, Montréal : E. Garand, 1925 (lire en ligne)
- Jean Féron, Le patriote : grand roman canadien inédit, Montréal: E. Garand, 1926 (lire en ligne)
- Ubald Paquin, Le Lutteur : roman canadien inédit, Montréal, E. Garand, 1927 (lire en ligne)